# 31. avgust
31. avgust je 243. dan leta (244. v prestopnih letih) v gregorijanskem koledarju. Ostaja še 122 dni.

## Dogodki
- 1876 – odstavljen osmanski sultan Murat V.
- 1897 – v Baslu se konča prvi sionistični kongres
- 1907 – Rusija in Združeno kraljestvo podpišeta sporazum, s katerim si razdelita interesna območja v Perziji, Afganistanu in Tibetu
- 1914:
  - Sankt Peterburg se preimenuje v Petrograd
  - Rusi so premagani v bitki pri Tannebergu
- 1927 – ustanovljena protifašistična organizacija TIGR
- 1939 – propade še zadnji poskus sporazuma Združenega kraljestva in Francije s Hitlerjem, da bi preprečili začetek 2. svetovne vojne
- 1942 – nemško-italijanski poraz pri El Alameinu
- 1943 – Nemci v Bruslju odkrijejo agente, ki pripeljejo do razkrinkanja Rdečega orkestra
- 1944:
  - Rdeča armada vkoraka v Bukarešto
  - Charles de Gaulle razpusti CNR (Conseil National de la Résistance - Odporniški narodni svet)
- 1957 – Malezija postane neodvisna država
- 1966 – v Združenem kraljestvu prvič vzleti letalo harrier
- 1980 – po dvomesečnih nemirih predstavniki sindikata Solidarność in poljska vlada podpišeta sporazum, ki dovoli delovanje neodvisnih sindikatov
- 1994 – čete nekdanje Sovjetske zveze dokončno zapustijo vzhodni del Zvezne republike Nemčije (bivšo Nemško demokratično republiko)

## Rojstva
- 12 – Kaligula, rimski cesar († 41)
- 161 – Lucius Aelius Aurelius Commodus, rimski cesar († 192)
- 1018 – Džeongdžong, korejski kralj dinastije Gorjeo († 1046)
- 1663 – Guillaume Amontons, francoski fizik, izumitelj († 1705)
- 1811 – Pierre Jules Théophile Gautier, francoski pisatelj († 1872)
- 1821 – Hermann von Helmholtz, nemški fizik, matematik, fiziolog († 1894)
- 1834 – Amilcare Ponchielli, italijanski skladatelj († 1886)
- 1853 – Aleksej Aleksejevič Brusilov, ruski general († 1926)
- 1870 – Maria Montessori, italijanska fizioterapevtka, pedagoginja († 1952)
- 1879 – Alma Mahler, avstrijska pianistka († 1964)
- 1896 – Félix-Antoine Savard, kanadski duhovnik, pesnik, folklorist († 1982)
- 1945 – Van Morrison, severnoirski glasbenik, pevec
- 1949 – Richard Gere, ameriški filmski igralec
- 1970 – Debbie Gibson, ameriška igralka
- 2004 – Nikolaj Lukašenko, sin beloruskega predsednika Aleksandra Lukašenka

## Smrti
- 1056 – Teodora, bizantinska cesarica (* 980)
- 1158 – Sančo III., kastiljski kralj (* 1134)
- 1234 – Go-Hirakava, 86. japonski cesar (* 1212)
- 1240 – Rajmond Nonnat, katalonski kardinal, svetnik (* 1204)
- 1247 – Konrad I. Mazovski, veliki vojvoda Poljske (* okoli  1187/1188)
- 1287 – Konrad von Würzburg, nemški pesnik (* ok. 1225)
- 1388 – Nagaču, mongolski politik in general (* 1320)
- 1589 – Jurij Dalmatin, slovenski protestantski biblicist, pisec, prevajalec (* 1547)
- 1693 – Laurent Cassegrain, francoski duhovnik, optik (* 1629)
- 1811 – Louis Antoine de Bougainville, francoski admiral, pomorščak (* 1729)
- 1834 – Karl Ludwig Harding, nemški astronom (* 1765)
- 1864 – Ferdinand Lassalle, nemški politik (* 1825)
- 1867 – Charles Baudelaire, francoski pesnik (* 1821)
- 1892 – Matija Majar Ziljski, slovenski (koroški) duhovnik, narodni buditelj, jezikoslovec (* 1809)
- 1915 – Carl Theodor Albrecht, nemški astronom (* 1843)
- 1920 – Wilhelm Wundt, nemški psiholog in filozof (* 1832)
- 1948 – Andrej Aleksandrovič Ždanov, ruski politik (* 1896)
- 1963 – Georges Braque, francoski slikar, kipar (* 1882)
- 1967 – Ilja Grigorjevič Erenburg, ruski pisatelj, novinar (* 1891)
- 1973 – John Ford, ameriški filmski režiser (* 1895)
- 1986 – 
  - Henry Moore, angleški kipar (* 1898)
  - Urho Kaleva Kekkonen, finski politik, premier (* 1900)
- 1997 – Diana Spencer, britanska princesa (* 1961)